# برنقوس حرموني
البرنقوس الحرموني (باللاتينية: Prangos hermonis) نوع نباتي ينتمي إلى جنس البرنقوس من الفصيلة الخيمية.

## الموئل والانتشار
موطن هذا النوع بلاد الشام.

## مرادفات للاسم العلمي
- (باللاتينية: Cachrys hermonis (Boiss.) Herrnst. & Heyn)